# 七里沟街道
七里沟街道，是中华人民共和国江苏省徐州市泉山区下辖的一个乡镇级行政单位。

## 行政区划
七里沟街道下辖以下地区：
七里沟社区和三官庙社区。